# Mazeppa, Minnesota
Mazeppa là một thành phố thuộc quận Wabasha, tiểu bang Minnesota, Hoa Kỳ. Năm 2010, dân số của thành phố này là 842 người.

## Dân số
- Dân số năm 2000: 778 người.
- Dân số năm 2010: 842 người.